# Епархия Батерста
 Епархия Батерста (лат. Dioecesis Bathurstensis) — епархия Римско-Католической церкви с центром в городе Батерст, Австралия. Епархия Батерста входит в митрополию Сиднея. Кафедральным собором епархии Батерста является собор святого Михаила Архангела и святого Иоанна.

## История
20 июня 1865 года Святой Престол учредил епархию Батерста, выделив её из архиепархии Сиднея.
10 мая 1887 года епархия Батерста передала часть своей территории в пользу возведения новой епархии Епархия Вилканнии (сегодня — Епархия Вилканния-Форбса).

## Ординарии епархии
- епископ Matthew Quinn (23.06.1865 — 16.01.1885);
- епископ Joseph Patrick Byrne (5.05.1885 — 12.01.1901);
- епископ John Mary Dunne (8.09.1901 — 22.08.1919);
- епископ Michael O’Farrell (16.06.1920 — 3.04.1928);
- епископ John Francis Norton (9.04.1928 — 16.06.1963);
- епископ Albert Reuben Edward Thomas (29.09.1963 — 12.04.1983);
- епископ Patrick Dougherty (1.09.1983 — 11.11.2008);
- епископ Michael McKenna (15.04.2009 — по настоящее время).

## Источник
- Annuario Pontificio, Libreria Editrice Vaticana, Città del Vaticano, 2003, ISBN 88-209-7422-3